# Buthus occitanus
Buthus occitanus là một loài bọ cạp trong họ Buthidae. Loài này hiện diện ở Bắc Phi, Trung Đông và châu Âu.
B. occitanus có chiều dài 60–80 mm, có màu vàng hoặc nâu vàng và là độc, nhưng độc tính của nó thay đổi rõ rệt trên phạm vi phân bố. Loài bọ cạp này thường được tìm thấy ở những vùng khô và nóng với cây thưa thớt.